# Йомсна (село)
Йомсна (рос. Ёмсна) — село в Нерехтському районі Костромської області Російської Федерації.
Населення становить 279 осіб. Входить до складу муніципального утворення Йомсненське сільське поселення.

## Історія
У 1936-1944 роках населений пункт належав до Ярославської області. Від 1944 року належить до Костромської області.
Від 2007 року входить до складу муніципального утворення Йомсненське сільське поселення.

## Населення
1. Н/Д[2]